# Волков, Александр Александрович (химик)
Алекса́ндр Алекса́ндрович Во́лков — (29 августа 1916 — 28 октября 2003) — советский учёный-химик, декан химического факультета (1958—1961), заведующий кафедрой (1964—1971), доцент кафедры неорганической химии Пермского университета, кандидат химических наук, член КПСС.

## Биография
В 1941 году, являясь студентом Пермского университета, ушел на фронт. Участвовал в боевых действиях на 2-м Белорусском фронте в должности командира артиллерийской батареи, но был тяжело ранен в 1944 году и демобилизован как инвалид Великой Отечественной войны.
Вернувшись, закончил химический факультет и поступил в аспирантуру на кафедру неорганической химии к Р. В. Мерцлину. В 1950 году А. А. Волков защитил кандидатскую диссертацию по теме «Максимальная растворимость твердых веществ в смесях двух растворителей» и с 1952 года работал доцентом на кафедре неорганической химии.
С 1958-го по 1961-й годы занимал должность декана химического факультета.
В 1964 году возглавил кафедру неорганической химии Пермского университета, оставался заведующим кафедрой до 1971 года. Эту должность он принял от Е. Ф. Журавлева и передал К. И. Мочалову.

## Научная деятельность
Был учеником Р. В. Мерцлина.
А. А. Волков — автор более 100 научных работ. Он исследовал четверные взаимные водно-солевые системы, содержащие триэтиламин, и обнаружил высаливающее действие хлорида триэтиламмония на фосфаты, сульфаты, гидрокарбонаты аммония, натрия и калия, а также доказал возможность их получения сразу в кристаллическом виде с высоким выходом .
На основе изучения фазовых равновесий в многокомпонентных системах, под руководством А. А. Волкова, был предложен новый способ получения соды и бесхлорных минеральных удобрений. Эти работы предусматривают комплексное использование сырья и решение экологических проблем Березниковско-Соликамского промышленного района.
Под его руководством защищены 2 кандидатские (О. Е. Соснина, С. А. Мазунин) и докторская (С. А. Мазунин) диссертации.
А. А. Волков на высоком теоретическом уровне читал лекции по неорганической химии и спецкурсам, руководил научно-исследовательской работой студентов-дипломников, активно участвовал в общественной работе, был членом областного правления Всесоюзного химического общества им. Д. И. Менделеева.

## Основные работы
- Волков А. А. О связи максимальной растворимости твердых веществ в смесях двух растворителей с явлением ограниченной растворимости жидких фаз / А. А. Волков / Учен. зап. Пермского гос. ун-та. — 1953. Т. 8, Вып. 1 (матем., физ., хим.). — С. 125—134.
- Волков А. А. К вопросу о максимальной растворимости твердого вещества в смесях трех растворителей / А. А. Волков // Учен. зап. Пермского гос. ун-та. — 1955. — Т.9, Вып. 4 (матем., физ., хим.). — С. 171—176.
- Волков А. А. Растворимость антраниловой кислоты в смесях трех растворителей: спирт-бензол-вода и спирт-бензол-толуол / В. В. Волков // Учен. зап. Пермского гос. ун-та. — 1959. — Т. 13, Вып. 3 (химия). — С. 73-77.
- Волков А. А. Способ получения сульфата калия из хлорида калия / А. А. Волков, О. Е. Соснина // Областная отчетная научная конференция. Секция химических наук: тез. докл. — Пермь, 1980. — С. 5-6.
- Волков А. А. Высаливание в обратимых реакциях / А. А. Волков, О. Е. Соснина // Физико-химический анализ жидких систем: тез. докл. 5-го совещ. — Каунас, 1973. — С. 314.
- Волков А. А. Получение ортофосфатов аммония из хлорида аммония и фосфорной кислоты в присутствии органического реагента / А. А. Волков, О. Е. Соснина //Химия и химическая технология: 4-я обл. науч.-техн. конф. — Пермь: Пермский государственный университет, 1973. — Ч. 1.— С. 5.
- Волков А. А. Растворимость и твердые фазы в системе (NНа)зРО.-НзРО.-Н5О при 20°С / А. А. Волков, О. Е. Соснина, Л. С. Седавных // Ученые записки Перм. гос. ун-та. — Пермь, 1973. — № 289: Химия. — С. 9-14.
- Волков А. А. Растворимость солей в тройных системах МеСl-(С2Н5)5NHСl-Н2О, (Ме-Nа, К+, NН4+) при 20°С / А. А. Волков, О. Е. Соснина // Ученые записки Перм. гос. ун-та. — Пермь, 1973. — № 289: Химия. — С. 26-31.
- Волков А. А. Физико-химические основы получения бесхлорных удобрений из фильтровой жидкости содового производства / А. А. Волков, О. Е. Соснина, С. А. Мазунин // Физико-химический анализ гомогенных и гетерогенных многокомпонентных систем. — Саратов, 1983. — Ч. 1. — С. 15-16.

## Награды
- Орден Красной Звезды
- Медаль «За победу над Германией в Великой Отечественной войне 1941—1945 гг.»
- Медаль Жукова
- Орден Отечественной войны I степени
- Орден Отечественной войны II степени
- Медаль «За боевые заслуги»
- Юбилейная медаль «Двадцать лет Победы в Великой Отечественной войне 1941—1945 гг.»
- Медаль «Ветеран труда»
- Юбилейная медаль «Тридцать лет Победы в Великой Отечественной войне 1941—1945 гг.»
- Медаль «50 лет Вооружённых Сил СССР»
- Медаль «60 лет Вооружённых Сил СССР»
- Медаль «70 лет Вооружённых Сил СССР»
- Ветеран Гвардейской армии
- Медаль «За отличные успехи в работе Высшей школы СССР»
- Отличник химической промышленности
- Изобретатель СССР